# Toshikazu Yamanishi
Toshikazu Yamanishi (山西利和?, Yamanishi Toshikazu; Nagaokakyō, 15 febbraio 1996) è un marciatore giapponese, medaglia d'oro nella 20 km ai Mondiali di Doha 2019 e a quelli di Oregon 2022.

## Palmarès
| Anno | Manifestazione  | Sede     | Evento         | Risultato | Prestazione | Note                          |
| ---- | --------------- | -------- | -------------- | --------- | ----------- | ----------------------------- |
| 2013 | Mondiali U18    | Donec'k  | Marcia 10000 m | Oro       | 41'53"80    | Miglior prestazione personale |
| 2017 | Universiadi     | Taipei   | Marcia 20 km   | Oro       | 1h27'30"    |                               |
| 2018 | Giochi asiatici | Giacarta | Marcia 20 km   | Argento   | 1h22'10"    |                               |
| 2019 | Mondiali        | Doha     | Marcia 20 km   | Oro       | 1h26'34"    |                               |
| 2021 | Giochi olimpici | Tokyo    | Marcia 20 km   | Bronzo    | 1h21'28"    |                               |
| 2022 | Mondiali        | Eugene   | Marcia 20 km   | Oro       | 1h19'07"    |                               |
| 2023 | Mondiali        | Budapest | Marcia 20 km   | 24º       | 1h21'39"    |                               |